# Branickipaleis (Białystok)
Het Branickipaleis is een groot kasteel vlak bij het centrum van de stad Białystok, in het noordoosten van Polen. Vanwege zijn koninklijke uitstraling, met onder meer veel fonteinen en beelden in het park, wordt dit kasteel ook wel het Versailles van Polen genoemd.
In de zestiende eeuw werd het houten herenhuis gereconstrueerd tot een stenen kasteel van twee verdiepingen voor Piotr Wiesiołowski. Nadat Stefan Mikołaj Branicki het erfde, liet hij het van 1691 tot 1697 door Tielman van Gameren reconstrueren in barokstijl. In 1726 liet Jan Klemens Branicki het nogmaals uitbreiden door Johann Sigmund Deybel. Tijdens de Tweede Wereldoorlog werd het paleis in 1944 grotendeels vernield door de nazi's, en de rest door het Rode Leger. Van 1946-1960 werd het heropgebouwd in de staat van de achttiende eeuw. Tegenwoordig is er onder meer een medische universiteit gehuisvest.

Branickipaleis